# Алекс Уайлдер
Алекс Уайлдер (англ. Alex Wilder) — вымышленный персонаж американских комиксов издательства Marvel Comics, дебютировавший в серии Runaways.
В сериале «Беглецы» от Hulu, действие которого разворачивается в рамках медиафраншизы «Кинематографическая вселенная Marvel» его роль исполнил Рензи Фелиз.

## История публикации
Алекс Уайлдер был создан сценаристом Брайаном Воном и художником Эдрианом Альфона, дебютировав в Runaways vol. 1 #1 (Июль 2003) наряду с другими главными героями серии комиксов. Подобно другим членам оригинального состава Беглецов, он являлся сыном злодеев, которые хотели воспользоваться его уникальными способностями. Родителями Алекса были главари мафии. В 1-м томе Runaways Алекс принял роль лидера команды. В отличие от остальных участников группы, Алекс не обладал никакими способностями, однако был вундеркиндом по части логики и стратегии, что помогло ему в качестве вожака. В конечном итоге выяснилось, что Алекс был кротом, сливавшим информацию об остальных Беглецах их родителям, после чего персонаж встретил свою смерть от руки Гибборимами, превратившими его в пепел. Впоследствии был воскрешён и стал противником Люка Кейджа и Железного Кулака.

## Силы и способности
Алекс Уайлдер обладает гениальным интеллектом и является экспертом в области логики и стратегии.

## Вне комиксов

### Телевидение
Рензи Фелиз исполнил роль Алекса Уайлдера в сериале «Беглецы» от Hulu.

### Видеоигры
Алекс Уайлдер стал игровым персонажем в Lego Marvel Super Heroes 2 2017 года в рамках DLC «Беглецы».

### Товары
В 2018 году Funko Pop выпустила фигурку Алекс Уайлдера на основе его появления в сериале от Hulu.

## Критика
Comic Book Resources поместил Алекса Уайлдера на 7-е место среди «10 самых могущественных членов Беглецов». Он занял 2-е место в списке «10 лучших героев Marvel, ставших злодеями» по версии Game Rant. Screen Rant включил персонажа в свой топ «10 лучших членов Беглецов».